# Susan Schwalb
Susan Schwalb é uma artista contemporânea norte-americana reconhecida internacionalmente, principalmente, pelo uso de ponta de prata.

## Biografia
Schwalb nasceu na cidade de Nova York, em 1944. Ela estudou na Universidade Carnegie Mellon. Em 1983, ela se casou com o compositor Martin Boykan e trabalha em seu estúdio em Manhattan.
Figura seminal no ressurgimento da técnica da ponta de prata na arte contemporânea norte-americana, Susan Schwalb constrói, desde meados do século XX, uma poética da linha e do silêncio. Sua trajetória artística evidencia uma persistente devoção ao refinamento técnico aliado à investigação sensível da abstração.
Ao retomar à ponta de prata — prática ancestral, outrora comum nos ateliês medievais e renascentistas — Schwalb não apenas resgata um procedimento técnico quase extinto, mas o reveste de uma nova espiritualidade visual. Em suas mãos, o traço metálico torna-se partitura, respiração, vestígio de uma música muda que se revela entre a penumbra do suporte e o brilho tênue do metal oxidado. Suas composições, muitas vezes reduzidas a uma paleta monocromática, evocam atmosferas meditativas, onde a temporalidade se dilata e a matéria do desenho adquire uma qualidade ritual.
A artista desenvolveu uma obra multifacetada, que compreende desde delicados desenhos sobre papel até pinturas e livros de artista, passando por painéis de madeira meticulosamente chanfrados, que parecem flutuar à frente da parede como objetos votivos. A superfície, rigorosamente construída, convida à contemplação silenciosa: é ali, na quietude do olhar atento, que a luz encontra o desenho, revelando as vibrações sutis do grafismo prateado.
Seu reconhecimento internacional reflete a densidade e a singularidade de sua pesquisa. Com mais de cinquenta exposições individuais, Schwalb participou de residências artísticas de prestígio — entre elas, o Virginia Center for the Creative Arts (em múltiplas edições), a MacDowell Colony, Yaddo, Mishkenot Sha’ananim (Jerusalém) e os Tel Aviv Artists’ Studios — experiências que dialogam com a interioridade e o deslocamento latente em sua obra.
Suas obras integram coleções de importantes instituições, tais como: National Gallery of Art, Washington D.C., The Metropolitan Museum of Art British Museum, London, Brooklyn Museum, New York, Fogg Museum, Harvard University, Cambridge, Massachusetts, Museum of Fine Arts, Houston, Texas, Library of Congress, Washington, DC, Rose Art Museum, Brandeis University, Waltham, Massachusetts, e Yale University Art Gallery, New Haven, Connecticut, entre outros.
A obra de Susan Schwalb inscreve-se, assim, numa arqueologia do traço e da transcendência. Sua arte, feita de paciência e precisão, é também um gesto de resistência ao ruído, à pressa, à obsolescência. No brilho sutil de uma linha de prata, ela faz ecoar um tempo outro — aquele em que a arte ainda sussurrava à eternidade.